# Spinout
Spinout es una comedia y película musical estadounidense de 1966 protagonizada por Elvis Presley como cantante de una banda y piloto de carreras a tiempo parcial. La película fue la número 57 en la lista de fin de año de las películas más taquilleras de 1966. En el Reino Unido fue titulada Vacaciones en California.

## Trama
Mike McCoy (Elvis Presley), el cantante principal de una banda viajera que también es piloto de carreras a tiempo parcial, disfruta de su despreocupada vida de soltero, que se ve amenazada por tres mujeres diferentes que buscan casarse con él.
Entra Cynthia Foxhugh (Shelley Fabares), una heredera consentida y "chica de papá", que está decidida a conseguir lo que quiere, sin importar el costo. Como cuando el millonario padre de Cynthia, Howard (Carl Betz) engaña a Mike y a su banda para que interrumpan su gira musical para viajar a Santa Bárbara y le den una serenata a Cynthia con "Estoy Listo" para su cumpleaños. Cynthia se convierte en la primera de las tres mujeres que quieren casarse con Mike. Además, aparentemente sabiendo de las habilidades de Mike para las carreras, Howard está decidido a contratar a Mike para conducir el coche Fox Five de Howard en una próxima carrera de carretera, pero Mike prefiere correr con su propio coche, un deportivo Cobra 427 que remolca por la región con su modelo Modelo J Duesenberg de 1929.
Mientras tanto, Mike es acosado y espiado por Diana St. Clair (Diane McBain), autora de libros para mujeres sobre hombres. Diana está en el proceso de escribir su nuevo libro, El Hombre Americano Perfecto, y usa a Mike como uno de sus sujetos. En realidad, más tarde le revela a Mike que él es el "perfecto hombre americano", por lo que planea que Mike se case con ella, hasta el punto de que ya está haciendo los arreglos para la boda.
La baterista de la banda de Mike, Les (Deborah Walley), es considerada por Mike y los otros miembros de la banda como una  marimacho, y se harta de ese tratamiento. Mike y los otros miembros de la banda se sorprenden cuando en una fiesta, Les escoge su momento y revela su verdadero lado femenino, saliendo de una habitación vestida con un traje de noche. Se revela como la tercera mujer que desea casarse con Mike.
Enfrentado a este predicamento, Mike debe decidir con cuál de las tres mujeres se casará después de la carrera (que Mike gana en un auto que ni siquiera posee). Así es que decide casarse con las tres con otros hombres. 
Mike se casa con Cynthia con Phillip  (Warren Berlinger), un nervioso empleado de Howard que es propenso a desmayarse (él tenía un enamoramiento secreto con Cynthia desde que la conoce, que finalmente se atreve a contarle). A continuación, Mike casa a Diana con Howard, que se enamoraron después de conocerse en una de las fiestas de Mike. Y finalmente, Mike se casa con Les con la teniente Tracy Richards (Will Hutchins), un oficial de policía al que Les le ganó su corazón a través de su estómago (le gusta su cocina gurmé). 
Esto le permite a Mike reclamar su vida soltera y despreocupada, la cual disfruta muchísimo.

## Reparto
- Elvis Presley como Mike McCoy.
- Shelley Fabares como Cynthia Foxhugh.
- Diane McBain como Diana St. Clair
- Dodie Marshall como Susan.
- Deborah Walley como Les.
- Jack Mullaney como Curly.
- Hutchins como el Teniente Tracy Richards.
- Warren Berlinger como Philip Short.
- Jimmy Hawkins como Larry.
- Carl Betz como Howard Foxhugh.
- Cecil Kellaway como Bernard Ranley.
- Una Merkel como Violet Ranley.
- Frederick Worlock como Blodgett.
- Dave Barry como Harry.

## Producción

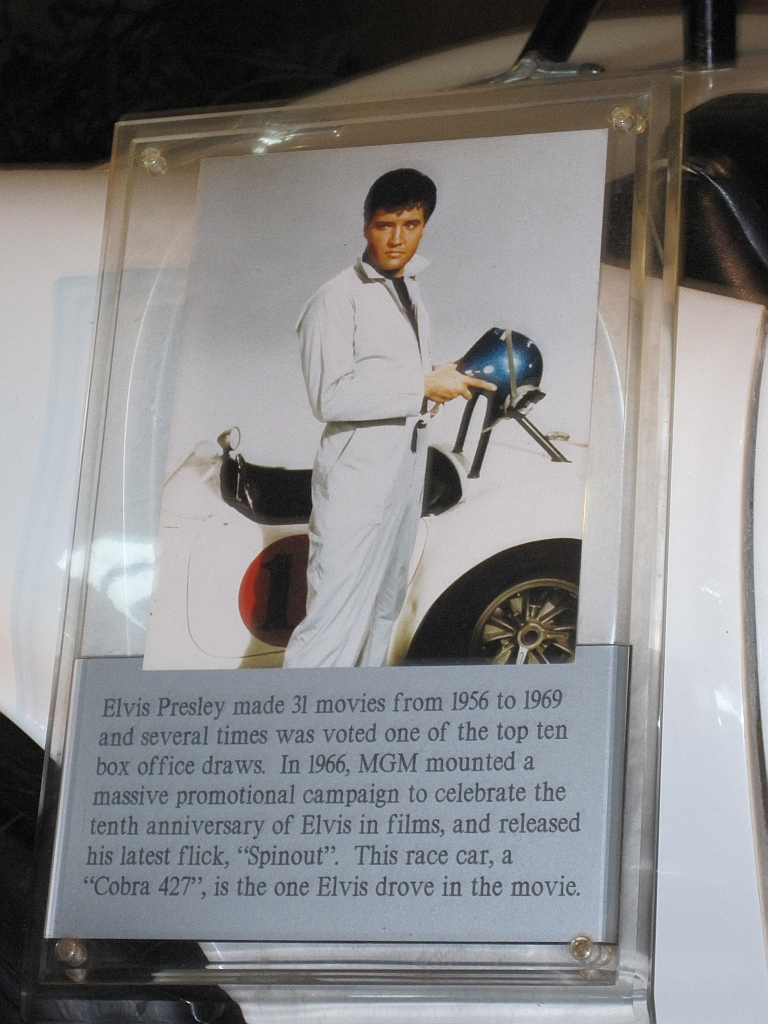
Elvis Presley en una escena de la película

La película se rodó desde el 21 de febrero al 7 de abril de 1966.
A Elvis le pagaron 750.000 dólares más el 40% de las ganancias.
Las escenas de las carreras se rodaron en Paramount Ranch Raceway.
El guion fue escrito por Theodore Flicker y George Kirgo. Originalmente plantearon la idea de una película basada en la vida de Presley, pero fue vetada por el Coronel Parker. Los títulos de trabajo incluyen Never Say No, Never Say Yes, y The Singing Racing Car Driver. Flicker dejó el proyecto para trabajar en El Analista del Presidente y Michael Hoey trabajó en el guion sin acreditar con Kirgo.
Hay una escena en la película en la que Mike estaba discutiendo con los miembros de su banda las trampas del matrimonio y el asentamiento, y Mike menciona estar en el Show de Ed Sullivan . Esta línea fue escrita probablemente como una broma interna a las apariciones de Elvis en 1956 en Ed Sullivan.
Jack Mullaney, que también apareció con Elvis en Tickle Me (1965), interpreta a Curly, uno de los miembros masculinos de la banda.
Jimmy Hawkins, Jimmy Hawkins, que interpreta a Larry, el otro miembro masculino de la banda, también apareció con Presley y Fabares en Chica Feliz y casualmente también retrató a uno de los miembros de la banda de Presley en esa película.
Carl Betz (Howard) y Shelley Fabares (Cynthia) ya habían actuado antes como padre e hija en The Donna Reed Show.

## Recepción
A. H. Weiler de The New York Times llamó a la película una "variación menor" de las fotos anteriores de Presley. Variety la declaró "una entretenida comedia-sintonizadora de Elvis Presley... bien producida por Joe Pasternak y dirigida con brío por Norman Taurog". Kevin Thomas de Los Angeles Time la llamó "quizás la mejor película de Presley hasta ahora", con un reparto "de primera", mientras que los escritores Theodore J. Flicker y George Kirgo "han logrado parodiar la típica trama de Presley tan hábilmente que no insultan a Elvis ni alienan a sus devotos fans". The Monthly Film Bulletin escribió que la película fue "entregada con suficiente alegría de vivir para hacer su absurdo compuesto de balada y ritmo, carreras de coches y una improbable complicación romántica, lo suficientemente entretenida a su manera", aunque la crítica señaló que Presley "mantiene en gran medida un comportamiento bastante malhumorado" a lo largo de la película y que "incluso su estilo de canto parece haber perdido algo de su antiguo rebote y energía".
Filmink sintió que Presley y Fabares no tenían la química que mostraron en Chica Feliz.

### Críticas
- Revisión por Jeff Rosado en Digitally Obsessed, 4 de agosto de 2004 (en inglés)
- Revisión por Bill Treadway en DVD Verdict, 3 de agosto de 2004 (en inglés)
- Revisión (enlace roto disponible en Internet Archive; véase el historial, la primera versión y la última). Por Stuart Galbraith IV en DVD Talk, 16 de julio de 2004 (en inglés)
- Revisión por Betsy Bozdech en DVD Journal (en inglés)

- Datos: Q605518
- Multimedia: Spinout / Q605518